# Étienne-Junien de Champeaux
Pour les articles homonymes, voir Champeaux.
Étienne-Junien de Champeaux, mort à Paris le 30 octobre 1856, est un auteur dramatique du XIXe siècle.

## Biographie
Propriétaire de la Gazette des Salons qu'il a rachetée le 19 août 1836, membre de la Société du Caveau, ses pièces ont été représentées sur les plus grandes scènes parisiennes du XIXe siècle : Théâtre de la Gaîté, Théâtre du Gymnase, Théâtre des Variétés, etc.
On lui doit aussi une Histoire des théâtres depuis leur fondation jusqu'à nos jours, biographie des acteurs et actrices de Paris et de la banlieue avec Adolphe Bréant de Fontenay (1845) et une Physiologie des bals de Paris et de ses environs (Decaux, 1845).

## Œuvres
- Le Réveil et le Retour de l'exilé, cantates, 1819
- Le Petit Chaperon rouge, conte en action mêlé de couplets, avec Paul Auguste Gombault, 1823
- Les Petits Maraudeurs, ou les Tambours en goguettes, tableau en 1 acte mêlé de vaudevilles, avec Gombault et Eugène Hyacinthe Laffillard, 1823
- Les Gondoliers, opéra-comique en 2 actes, avec Adolphe Bréant de Fontenay, musique de Felice Blangini, 1833
- La Chanson de l'aveugle, ou la Jeunesse de Désaugiers, folie-vaudeville en un acte, 1843
- Les Deux Maçons, conte, 1849
- Entre deux tisons, croquis-vaudeville en 1 acte, avec Adolphe Bréant de Fontenay, 1854
- Les Modes de l'exposition, vaudeville en 1 acte, 1855
- À bas les étrennes, folie-revue en 1 acte, 1856